# エディ・セッカレッリ
エディス・エディ・セッカレッリ (Edith "Edie" Ceccarelli、1908年2月5日 - 2024年2月22日) は、アメリカ合衆国カリフォルニア州在住だった長寿の女性。存命時はアメリカ在住者としては最高齢であり、世界およびアメリカ出身者としてはマリア・ブラニャス・モレラに次ぐ2番目の長寿者であった。

## 来歴
1908年2月5日にアメリカ合衆国カリフォルニア州ウィリッツ（英語）で生まれた。両親はイタリア移民で、7人兄弟の長女である。1933年にエルマー・キーナンと結婚し、カリフォルニア州サンタローザに引っ越した。1971年に夫が仕事を退職すると再びウィリッツに戻った。1984年に夫が死去。1986年にチャールズ・セッカレッリと結婚した。ところがチャールズも1990年に死去する。 
107歳まで自宅に住んでいたがその後施設に引っ越した。108歳の誕生日を迎えた際、インタビューで長寿の秘訣を聞かれると「夕食のときを除いて喫煙や飲酒をしないこと、口論をしないこと、一生懸命に働くこと、そして些細なことに感謝すること」と語っている。最近は認知症の影響で認知能力が低下したものの、2022年の114歳の誕生日時点でも歩行器ありでの歩行が可能であった。
2023年1月3日、ベッシー・ヘンドリックスの死去により、114歳332日でアメリカ国内最高齢となった。当時、世界4番目の長寿であった。
2024年2月22日に死去。116歳没。